# Elaeagnus xizangensis
Elaeagnus xizangensis är en havtornsväxtart som beskrevs av C. Yung Chang. Elaeagnus xizangensis ingår i släktet silverbuskar, och familjen havtornsväxter. Inga underarter finns listade i Catalogue of Life.